# مهمانی اداره
مهمانی اداره (انگلیسی: The Office Party) یک فیلم کمدی بریتانیایی است که در سال ۱۹۷۶ منتشر شد. از بازیگران آن می‌توان به آلن لیک اشاره کرد.